# فرناندو دي لوكا
فرناندو دي لوكا (بالإيطالية: Fernando De Luca)‏ هو ملحن إيطالي، ولد في 1961.